# ホテル日本閣殺人事件
座標: 北緯36度58分01秒 東経139度50分10秒 / 北緯36.967072度 東経139.835991度
ホテル日本閣殺人事件（ホテルにほんかくさつじんじけん）は、旅館経営者夫婦と元夫の男女3人を殺害した女性を主犯とする1961年に発覚した連続殺人事件。
主犯のKは日本で戦後初めて死刑を執行された女性死刑囚として知られる。

## 事件の概要

### ホテル日本閣殺人事件
1958年、主犯・Kは当時栃木県塩原温泉郷に存在した「ホテル日本閣」が経営難から競売にかけられるという噂を耳にする(但し日本閣は塩原温泉郷にあったものの温泉は引かれていない)。自身で旅館を経営したいと考えていたKはホテル経営者男性の元へ赴くが、経営者に断られる。しかし同年末に経営者がKの元を訪れ、現在の妻と離婚するための手切れ金50万円を出せば自身の妻にして旅館の共同経営者にするという条件を出す。Kは30万円に値切るが、経営者の妻は30万円では足りないと離婚を断ったため、経営者とKは妻の殺害計画を立て、1960年2月8日に殺し屋として雇ったOに妻を殺害させる。遺体は土間の地下に埋められ行方不明とされた。そして経営者の妻となったKは過去に貯めてきた200万円を旅館の増築にあてた。しかし、経営者は旅館の名義をKの名前にするという約束を反故にし、その上旅館には多額の借金があり競売にかけられる寸前という状況に陥っていたという事実を明らかにする。そこでKはOに「経営者を殺してくれたら、夫婦になってホテル経営をしよう」と持ち掛ける。1960年12月31日にOが経営者の首を絞め、Kが包丁でとどめを刺す形で殺害され、遺体は床下に埋められた。翌年2月19日に栃木県大田原署は経営者夫婦の相次ぐ失踪に不審を抱き、KとOを逮捕し、両者の取り調べを行った。Oはすぐに自供し、Kは3日間粘った末に自供した。逮捕から2日後には経営者が、その翌日には経営者の妻が遺体がそれぞれ発見された。なお、Kは逮捕後の供述でOも殺害する予定だったと語っている。

### 熊谷事件
栃木県警本部に、9年前に急死したKの夫の死に方がおかしいという内容の投書が送られてきた。Kにこの件を追及したところ、青酸カリで殺害したことを認めた。

### 判決
1963年8月に宇都宮地方裁判所で審理された結果、Kは死刑、Oに無期懲役の判決が下る。1966年7月14日、最高裁（裁判長：長部謹吾）で被告の上告を棄却し両者の死刑が確定した。そして、1970年6月11日に両者の死刑は執行された。Kは戦後では初めて死刑を執行された女性死刑囚となった。

## 犯人K

### 略歴
1908年（明治41年）、埼玉県大里郡玉井村（現・熊谷市）の農家の子として生まれる。8人兄弟の二女であり家は大変貧しかったため、小学校卒業後すぐに農業の仕事に加わった。その後、16歳で家政婦として働き、22歳で結婚し一男一女を設けた。夫が病弱だったため自身が家計を支えるために商売を始める。戦後には闇商売で米や砂糖、自転車のゴムなどを仕入れて売ったり、違法な春画を高値で売るなどして大金を稼いだ。1951年、43歳だったKは若い警察官Nに人生初の恋をする。Nは闇米の捜査としてKと接点を持ち、そこからKは検挙を防ぐためにNを自身の手中に収める。1952年に夫が急死し、かねてより懇ろだったNと同棲したが2年で破綻、1956年に行商先の塩原温泉で土産屋「那珂屋」を開く。翌年には食堂「風味屋」も開いて一財産を作り、ホテル日本閣の買収に乗り出し、日本閣経営者と温泉街の雑用係の男と共謀して1960年2月に経営者の妻を殺害して女将におさまり出資するも、経営者に騙されていたことを知り、同年末に雑用係とともに経営者を殺害。夫婦の相次ぐ行方不明で警察が動き、共犯の雑用係の自供により事件発覚、1963年宇都宮地方裁判所の一審判決で死刑が言い渡された。1966年、最高裁が上告を棄却し死刑確定、1970年6月11日に小菅刑務所（現：東京拘置所）にて死刑執行。享年61歳。

### 逮捕後の犯人K
Kにとって黙って終日を過ごす独房暮らしは地獄であり、話し相手欲しさから宗教を学び始める。教誨面接を受けるにあたって複数の宗派の面接を同時に受けるが、これも時間を持て余してたゆえの物足りなさからであった。そして最終的には教誨師・渡邉普相が担当していた浄土真宗に振り分けられた。それからは毎日30分ほど正信念仏偈をあげており、その姿に当時の女性看守は驚いていた。
また、Kは週1回の教誨訪問だけでは物足りなくなり、それ以外の何もしない時間が苦痛に感じたことから、拘置所側に仕事をさせてほしいと願い出るが却下される。その後Kは何度も願い出てはその度に却下されるということが繰り返された。拘置所側もこのような死刑囚は前例がなかったという。
死刑判決確定後のKは他の死刑囚と異なり錯乱する様子もなく落ち着いていた。その要因についてK自身は渡邉に以下のように語ったとされる。
Kは釈放後の人生設計を真剣に考え始めており、1967年に小笠原諸島がアメリカから返還されたことから小笠原諸島に養老院を建てる計画を渡邉に披露していた。さらに渡邉がKに金のことはもう考えるなと諭すとKは以下のように語ったとされる。

### 死刑前日
1970年6月10日、最終的に自身の死刑執行はないと確信していたKに対して拘置所長から翌日の死刑執行が通達される。この際、Kは事情を呑み込めない様子だったとされる。所長から｢食べたいものがあったらなんでも言うといい。すしでもうなぎでも、天丼でも｣と言われると、遠慮するかのように小さな声でおすしを希望した。告別晩餐会は、教誨師･女区の区長･主任刑務官も加わり、希望した寿司が用意され、賑やかな雰囲気の宴となり、Kは10年も前の流行曲を音痴ながら歌ったりした。

### 死刑当日
1970年6月11日の死刑当日、執行場がある小菅に着き、Kは執行の立ち合いに教誨師の渡邉や篠田龍雄、そして東京拘置所では戦後初となる女性を希望した。執行前の儀式を終え、拘置所長が最後に言い残すことがあるかとKに問うと、Kは「はい、長い間お世話になり、ありがとうございました。思い残すことも、言い残すこともありません」と言い、その後、Kの死刑は執行された。

### 評価
巷では明治時代に強盗殺人を犯した女性を連想させたことから「昭和の高橋お伝」と評された。
作家の大塚公子はKについて、したたかな強さを持ち犯行が自立的であるとしている。同氏によれば女性の犯罪者の多くは他者にそそのかされたり、手伝いをしていたりが原因で事件に発展するがKは自身で決断し実行する「主動型」であると表現している。